# Aloe volkensii
Aloe volkensii ist eine Pflanzenart der Gattung der Aloen in der Unterfamilie der Affodillgewächse (Asphodeloideae). Das Artepitheton volkensii ehrt den deutschen Botaniker Georg Ludwig August Volkens.

## Beschreibung

### Vegetative Merkmale
Aloe volkensii wächst stammbildend, ist einfach oder verzweigend über der Basis. Die aufrechten Stämme erreichen eine Länge von bis zu 9 Meter und einen Durchmesser von 30 Zentimeter. Die lanzettlich verschmälerten Laubblätter bilden dichte Rosetten. Tote Blätter sind an den Stämmen ausdauernd. Die glauk-grüne bis olivgrüne Blattspreite ist bis zu 100 Zentimeter lang und 10 Zentimeter breit. Die Blattoberfläche ist glatt. Die braun gespitzten, stechenden Zähne am Blattrand sind 4 Millimeter lang und stehen 8 bis 15 Millimeter voneinander entfernt. Der Blattsaft ist trocken gelb.

### Blütenstände und Blüten
Der Blütenstand besteht aus etwa zehn Zweigen und erreicht eine Länge von 70 bis 85 Zentimeter. Die dichten, fast kopfigen, zylindrisch werdenden Trauben sind 8 bis 12 Zentimeter lang und 8 bis 9 Zentimeter breit. Die eiförmig-spitzen Brakteen weisen eine Länge von etwa 5 Millimeter auf und sind ebenso breit. Die rötlich orangefarbenen bis hell scharlachroten Blüten stehen an etwa 15 Millimeter langen Blütenstielen. Die Blüten sind etwa 35 Millimeter lang und an ihrer Basis gerundet. Auf Höhe des Fruchtknotens weisen die Blüten einen Durchmesser von 7 bis 8 Millimeter auf. Darüber sind sie sehr leicht verengt und schließlich zur Mündung leicht erweitert. Ihre äußeren Perigonblätter sind auf einer Länge von 14 bis 16 Millimetern nicht miteinander verwachsen. Die Staubblätter und der Griffel ragen 5 bis 6 Millimeter aus der Blüte heraus.

## Systematik und Verbreitung
Aloe volkensii ist in Kenia, Tansania, Uganda und Ruanda verbreitet.
Die Erstbeschreibung durch Adolf Engler wurde 1895 veröffentlicht. Es werden folgende Unterarten unterschieden:
- Aloe volkensii subsp. volkensii
- Aloe volkensii subsp. multicaulis S.Carter & L.E.Newton

Aloe volkensii subsp. volkensii

Die Unterart ist im Südosten von Kenia und im Nordosten von Tansania auf steilen Felshängen, häufig in dichte, flussnahen Waldgebieten in Höhen von 10 bis 1800 Metern verbreitet. Ein Synonym zu Aloe volkensii subsp. volkensii ist Aloe stuhlmannii Baker (1898).
Aloe volkensii subsp. multicaulis

Die Unterschiede zu Aloe volkensii subsp. volkensii sind: Die Unterart verzweigt von der Basis aus mit drei oder mehr Haupttrieben. Die Zähne am Blattrand stehen etwa 15 Millimeter voneinander entfernt. Die Blüten sind ziegelrot und 30 bis 35 Millimeter lang.
Die Erstbeschreibung dieser Unterart durch Susan Carter und Leonard Eric Newton wurde 1994 veröffentlicht. Aloe volkensii subsp. multicaulis ist im Südwesten von Kenia, im Nordwesten von Tansania, in Ruanda und im Südwesten von Uganda in felsigem Buschland, häufige in Flussnähe in Höhen von 1150 bis 1920 Metern verbreitet.

## Gefährdung
Aloe volkensii wird in der Roten Liste gefährdeter Arten der IUCN als „Least Concern (LC)“, d. h. als in der Natur nicht gefährdet, eingestuft.

## Nachweise